# Athyreus bellator
Athyreus bellator es una especie de coleóptero de la familia Geotrupidae.

## Distribución geográfica
Habita en la Guayana Francesa, Brasil y Surinam.